# Shihomi Shin’ya

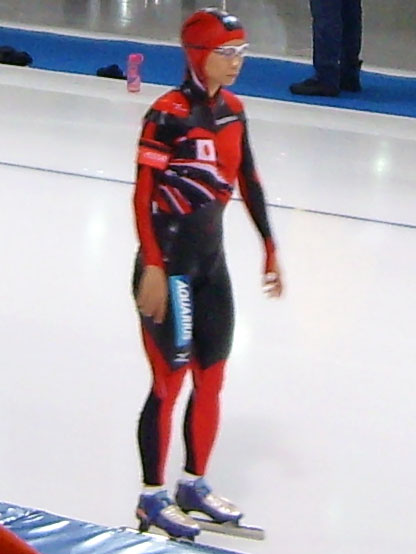
Shihomi Shin’ya beim Weltcup in Berlin 2008

Shihomi Shin’ya (jap. 新谷 志保美, Shin’ya Shihomi; * 10. August 1979 in Miyada, Landkreis Kamiina, Präfektur Nagano) ist eine japanische Eisschnellläuferin.
Die Sprintspezialistin Shin’ya nimmt seit 2002/03 an internationalen Wettbewerben (Weltcup, Weltmeisterschaften, Asienmeisterschaften) über 100, 500 und 1000 m teil. Sie errang in der Saison 2003/04 mit einem 3. Platz im Weltcup über 500 m und dem ersten Platz über 100 m ihre bislang größten Erfolge. 2003 wurde sie Dritte, 2007 Vierte bei der Weltmeisterschaft im Sprint-Vierkampf. Sie studierte Sport an der Universität Tsukuba, lebt in der Olympiastadt Nagano und gehört dem Profiteam der Takemura Seisakujo K.K. an.
| Distanz | Bestzeit    |
| ------- | ----------- |
| 100 m   | 10,28 s     |
| 500 m   | 37,88 s     |
| 1000 m  | 1:15,57 min |